# Éder (futbolista)
Ederzito António Macedo Lopes, más conocido como Éder (Bisáu, Guinea-Bisáu, 22 de diciembre de 1987), es un exfutbolista bisauguineano nacionalizado portugués que jugaba como delantero, su último equipo fue el Al-Raed de la Liga Profesional Saudí. Es conocido por ser el autor del gol del triunfo de Portugal contra Francia en la final de la Eurocopa 2016.
Fue jugador del SC Braga por tres temporadas, equipo donde se dio a conocer. Pasó al Swansea City y sus malas actuaciones llevaron a que fuera cedido al Lille, donde se consagró con un buen semestre como titular y goleador, propiciando su adquisición total.
Fue campeón con la selección de fútbol de Portugal de la Eurocopa 2016 tras anotar el único gol de la final ante Francia, en el minuto 109 de la prórroga, luego de haber ingresado por Renato Sanches en el minuto 79.

## Trayectoria

### Primeros años
Nacido en Bisáu, capital de Guinea-Bisáu, Éder se mudó a Portugal cuando tenía tres años por problemas económicos de los padres fue enviado a al Hogar de Girasol en Coímbra, empresa estatal que se encargaba de cuidar niños. Tuvo una infancia muy estricta bajo el cuidado de los sacerdotes católicos, sin embargo siempre se mantuvo cercano a su familia. Su primer equipo fue la Associação Desportiva e Cultural da Adémia en el Distrito de Coímbra cuando tenía 11 años. Luego pasó al FC Oliveira do Hospital y no fue hasta que llegó GD Tourizense, el principal importador del Académica de Coimbra, cuando tuvo su primer contrato profesional de 400 euros por mes, que le permitió salir de Lar o Girassol, aunado al cumplimiento de la mayoría de edad.

### Académica
Éder hizo su debut en la Primeira Liga el 24 de agosto de 2008 en la derrota de visitante ante el CF Estrela da Amadora. Su primer gol para el club fue al final de la temporada anotando el gol del eventual empate en la victoria ante el Naval.
En la siguiente campaña tendría la titularidad en la mitad de los partidos y anotaría cuatro goles para su equipo. En la temporada 2010-2011 su participación decrecería y solo conseguiría dos tantos en la segunda ronda de la liga. Su mejor temporada con el Académica sería la 2011-2012. Anotaría su primer doblete en 12 de septiembre de 2011 ante el CD Nacional, asimismo, marcó dos goles en las primeras rondas de la Taça de Portugal que posteriormente su equipo ganaría ante el Sporting Clube de Portugal. Éder no pudo continuar su mejor racha en el equipo académico. Tras llevar 7 goles en 22 partidos, Éder fue expulsado de la institución al no reportarse a los entrenamientos por muchas semanas, puesto que había surgido un interés del West Ham en adquirirlo.

### Braga
En el verano de 2012, Éder fichó con el S.C. Braga por cuatro años. Su debut con el equipo, sería también su primer encuentro en Europa en la Fase previa de la Liga de Campeones de la UEFA ante el Udinese Calcio, entrando en el minuto 107, donde su equipo decidiría su clasificación a la fase de grupos mediante la tanda de penaltis, anotando Éder el tercero correspondiente. Su primer gol con el equipo sería contra el Rio Ave Futebol Clube el 23 de septiembre de 2012 y anotaría también otro gol en el mismo partido. Durante dos jornadas más siguió anotando, teniendo una sequía por otras dos, rompiéndola con un doblete ante el Club Sport Marítimo. El 30 de noviembre marcaría el gol que decidiría la serie de la Copa de Portugal contra el FC Porto. Tras haber sido eliminados de la fase de grupos de la Liga de Campeones, Éder disputó todos los partidos como titular de la competición sin anotar un gol. Asimismo, en Liga, disputó 18 partidos y anotó 13 goles, quedando como quinto máximo anotador. Su racha no se pudo prolongar a partir de marzo, puesto que sufrió una lesión en los ligamentos en el partido de semifinal de la Copa de la Liga de Portugal ante el SL Benfica.
En la siguiente temporada, volvió al campo el 29 de agosto de 2013 en la Cuarta ronda de la Liga Europa de la UEFA entrando en el minuto 81' donde su equipo fue eliminado sorpresivamente ante el CS Pandurii Târgu Jiu. Tuvo una sequía goleadora y en la primera zafra de la temporada le marcó únicamente al SC Olhanense en el mes de noviembre, tanto como en Liga, como en Copa. En la jornada 12, se fracturó el quinto metatarsiano del pie izquierdo contra el FC Porto, siendo baja desde el 7 de diciembre hasta el 13 de abril de 2014, justamente contra el mismo rival. Al final de temporada le marcó al Marítimo y al Vitória Setúbal. Su equipo quedó en la novena posición y solo pudo aportar tres goles.
Tras formar parte del Mundial 2014, Éder se consagra como titular en el Braga después de una campaña irregular. Su primer gol de la temporada lo marcaría en la primera jornada de penalti en el minuto 83' ante el Boavista Futebol Clube. En la Copa de Portugal su participación sería determinante. Disputó seis partidos de la misma y anotó tres goles. Entre ellos destaca el de la de la semifinal de vuelta contra Río Ave y el primer gol de la final contra el Sporting Lisboa mediante el punto penalti raso al lado derecho del guardameta Rui Patricio. Dicho partido terminó 2-2, al haber empatado el equipo capitalino con dos goles en los últimos seis minutos; fueron seguidamente a la tanda de penaltis donde Éder ejecutó el tercero de la misma enviándolo al mismo lado pero por encima del travesaño. El nacido en Guinea-Bisáu no fue el único villano del subcampeón, puesto que André Pinto había fallado el anterior. En la liga, el equipo rojo finalizó en el cuarto puesto y Éder 10 goles en 29 partidos, cuatro de ellos en el mes de mayo.

### Swansea City
El 28 de junio de 2015, el Swansea City fichó a Éder por una suma de 5 millones de euros en un contrato de tres años. Su debut se produjo el 8 de agosto en la primera jornada contra el Chelsea FC entrando en el minuto 79 por el que iba a ser su competencia, Bafetimbi Gomis. Su participación fue escasa durante ese semestre, de 15 partidos, solo estuvo de titular en cuatro. Dos de copa ante York City y Hull City y en liga contra Liverpool FC y AFC Bournemouth, disputando el partido entero únicamente ante el primer contrincante que formaba parte de la cuarta división. En el resto de los encuentros, Éder como mucho jugaba 15 minutos y fue criticado por los aficionados.

### Lille
El 1 de febrero de 2016 el futbolista portugués es cedido al Lille OSC de la Ligue 1 hasta el resto de la temporada. Su debut se produjo dos días después entrando en el minuto 45 por Yassine Benzia ante el SM Caen. El 7 de febrero anota su primer tanto en el empate a uno contra el Stade Rennais F.C.. En tan solo cuatro partidos de liga, Éder superó los minutos que vio en la misma competición inglesa. Disputó 13 partidos donde solo en uno inició desde el banquillo y solo en dos salió sustituido anotando 6 goles, en los cuales destaca un doblete ante el FC Nantes y el único gol del último partido de la jornada contra el AS Saint-Étienne que lograba el arrebato de la quinta posición al mismo equipo verde, asegurando así una plaza a la Liga Europa de la UEFA 2016-17. Asimismo, también disputó la final de la Coupe de Ligue donde perdieron 2-1 ante el Paris Saint-Germain.
El 24 de mayo de 2016 el Lille acuerda con el Swansea City para hacerse con los servicios del delantero portugués por una suma de 4.5 millones de euros y un contrato de cuatro temporadas.

### FC Lokomotiv Moscú

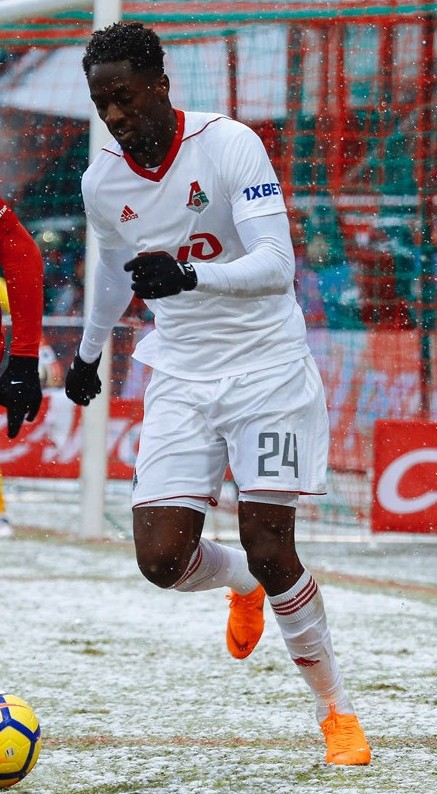
Éder jugando el derbi moscovita para el Lokomotiv (marzo de 2018).

El 23 de agosto de 2017 Éder se marchó cedido al Lokomotiv durante un año con opción de compra. En esa temporada 2017-18 jugó 28 partidos y marcó 4 goles. Uno de esos goles, el marcado el 5 de mayo de 2018 al minuto 87 frente al Zenit, fue determinante para que el Lokomotiv ganara la liga 2017-18, la primera desde 2004.
El 16 de julio de 2018 firmó un contrato de 3 temporadas con el Lokomotiv. Terminó esa temporada ganando la Copa Rusa con 6 apariciones y 2 goles. 
Durante la temporada 2020-21 marcó su primer gol en la Champions league en el empate 2-2 frente al RB Salzburgo jugado el 21 de octubre del 2020, durante la jornada 1 de la fase de grupos. Al final de esa temporada ganó otra Copa Rusa, esta vez frente al Krylia Sovetov, que fue el equipo revelación y campeón de la segunda división Rusa de ese año.

### Al-Raed
Después de su etapa en Rusia, quedó como agente libre. El 23 de septiembre del 2021 decidió firmar con el Al-Raed de la Liga Saudí un contrato sin duración definida. Abandonó el Al Raed al final de esa temporada, dejando a su paso 23 partidos jugados y 6 goles.

### Retiro profesional
Tras dos años sin equipo, y sin saber muy bien si se retiraba, en abril de 2024 la Federación Portuguesa de Fútbol le ofreció un puesto en su junta directiva para el área de intervención social y del seguimiento de los entrenamientos, poniendo así fin de facto a su carrera futbolística en activo.

## Selección nacional

### Debut
Debido a sus buenas actuaciones en el Sporting Braga fue convocado por primera vez para representar a la selección portuguesa en 2012. El 11 de septiembre hizo su debut frente a Azerbaiyán en un partido de la clasificación al Mundial 2014. Entró en el minuto 87 remplazando a Hélder Postiga, en un encuentro que acabó con victoria de Portugal por 3 a 0.

### Mundial 2014
El 19 de mayo de 2014, Éder fue nombrado en la lista definitiva de 23 jugadores para la Copa Mundial de Fútbol de 2014. Su debut en la competición fue el 16 de junio, en la derrota 0-4 contra Alemania, entrando debido a la lesión de Hugo Almeida. En la segunda jornada, ingresó nuevamente en la primera parte por la lesión de Postiga en el empate contra Estados Unidos. El último partido lo disputó de titular ante Ghana, este partido significó la sorpresiva eliminación del equipo ibérico en la copa mundial.

### 2015

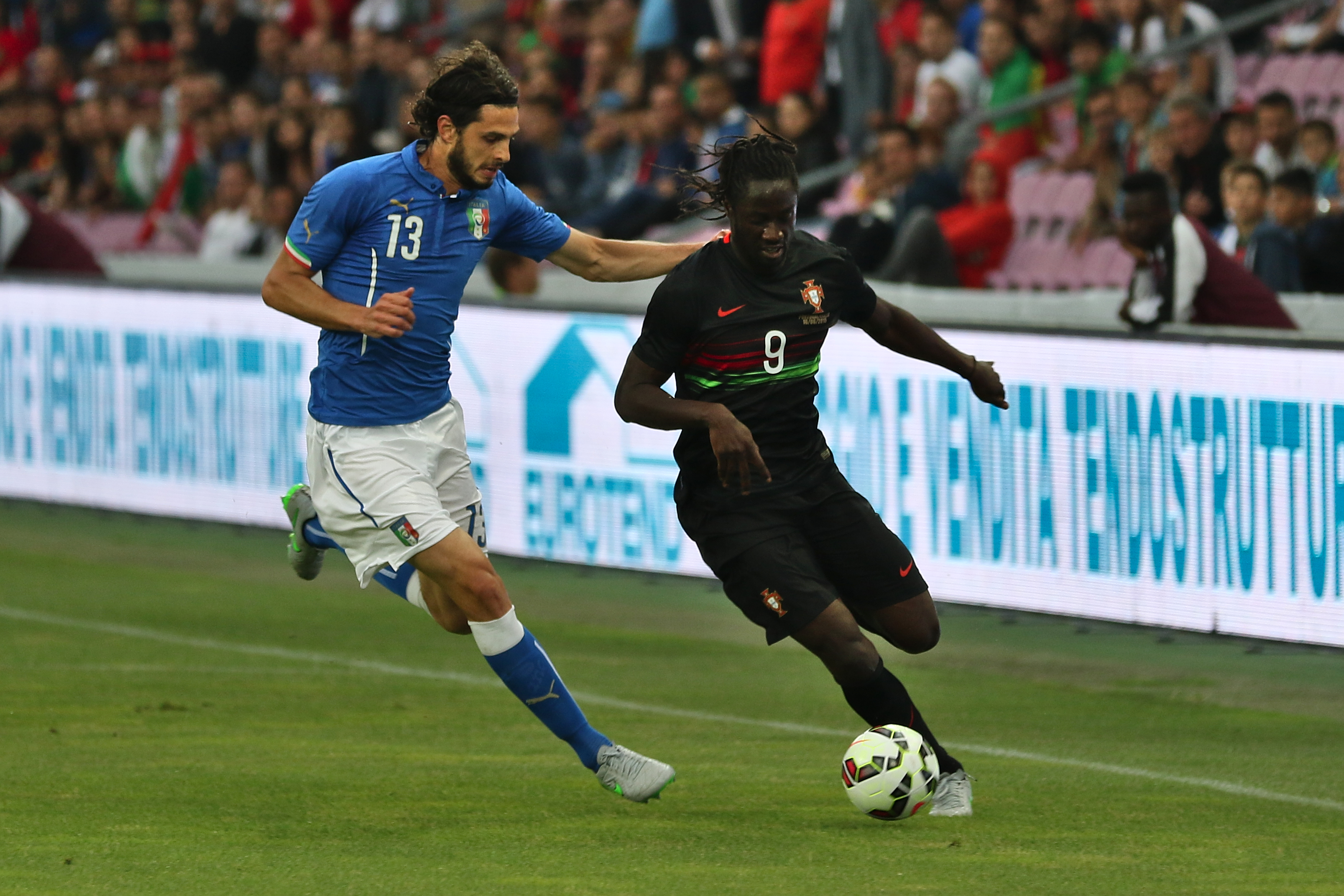
Éder superando en velocidad a Ranocchia en ese partido de 2015.

Su primer gol internacional llegó en su partido número 18, en el partido amistoso celebrado el 16 de junio de 2015 ante la selección de Italia en el Stade de Genève.

### Eurocopa 2016
En 2016 fue convocado para participar con su selección en la Eurocopa 2016. Su debut en el torneo se produjo el 14 de junio de 2016 en el empate a uno contra Islandia ingresando en el minuto 84 en sustitución de André Gomes. El segundo partido lo disputaría cuatro días después en el empate ante Austria sustituyendo al mismo jugador pero en el minuto 83. Éder se mantuvo ausente durante el resto de la competición, pero jugó en la final contra Francia tras ingresar en el minuto 79 por Renato Sanches. En el minuto 109 de la prórroga, anotó el único y decisivo gol del encuentro, acertando un disparo desde fuera del área que Hugo Lloris no pudo alcanzar, en su palo derecho. El tanto significó el primer título para Portugal en su historia y dignificó la espléndida actuación que tuvo el delantero después de entrar al campo. Éder aseguró que el capitán, Cristiano Ronaldo, (quien había tenido que salir sustituido por lesión en el minuto 25) le predijo que sería él quien marcaría el gol decisivo del encuentro mientras estaban en el banquillo.
Debido a su logro deportivo en la Eurocopa de 2016, le fue entregado el título de Comandante de la orden del Mérito el 10 de julio de ese año.

### 2016-2019
Éder estuvo convocado para nueve partidos tras la eurocopa de 2016, siete de ellos correspondientes a la clasificación para el mundial de 2018, y jugando dos. Finalmente no fue escogido por su selección para disputar la confederaciones de 2017. Sí que fue elegido en la lista preeliminar de Portugal para el mundial 2018, pero finalmente fue descartado cuando se presentó la lista definitiva.
Después del mundial de 2018, fue convocado para disputar un amistoso y dos partidos de la Liga de Naciones 2018-19. Si bien jugó los 90 minutos del amistoso, solo jugó 3 minutos en el empate a 1 contra Polonia de la Liga de Naciones. Esta Liga de Naciones fue posteriormente ganada por Portugal en su fase final.
Su última convocatoria fue para dos partidos de la clasificación a la Eurocopa de 2020, donde no disputó ni un minuto.

### Participaciones en Copas del Mundo
| Mundial                        | Sede   | Resultado    | Partidos | Goles |
| ------------------------------ | ------ | ------------ | -------- | ----- |
| Copa Mundial de Fútbol de 2014 | Brasil | Primera fase | 3        | 0     |

### Participaciones en Eurocopas
| Eurocopa      | Sede    | Resultado |
| ------------- | ------- | --------- |
| Eurocopa 2016 | Francia | Campeón   |

## Vida personal
En julio de 2017 se casó en el Algarve con la modelo belga Sanna Ladera, con la que tiene dos hijos, Kaï y Rio.

## Palmarés

### Títulos nacionales
| Título                      | Club                  | País     | Año     |
| --------------------------- | --------------------- | -------- | ------- |
| Copa de Portugal            | Académica de Coimbra  | Portugal | 2011-12 |
| Copa de la Liga de Portugal | Sporting Braga        | Portugal | 2012-13 |
| Liga Premier de Rusia       | F. C. Lokomotiv Moscú | Rusia    | 2017-18 |
| Copa de Rusia               | F. C. Lokomotiv Moscú | Rusia    | 2018-19 |
| Supercopa de Rusia          | F. C. Lokomotiv Moscú | Rusia    | 2019    |
| Copa de Rusia               | F. C. Lokomotiv Moscú | Rusia    | 2020-21 |

### Títulos internacionales
| Título   | Club (*)              | Sede    | Año  |
| -------- | --------------------- | ------- | ---- |
| Eurocopa | Selección de Portugal | Francia | 2016 |

(*) Incluyendo la selección.

### Distinciones individuales
- 95.º mejor jugador del año 2016 (según Marca)[27]

### Distinciones honoríficas
| Distinción                                    | Año  |
| --------------------------------------------- | ---- |
| Comandante de la Orden del Mérito de Portugal | 2016 |